# Pic Badrinath
|  | Per a altres significats, vegeu «Badrinath (desambiguació)». |

El pic Badrinath o Chaukhamba és un pic de les muntanyes del Himalaia al districte de Chamoli a Uttarakhand (antic districte de Garhwal avui dividit en els de Chamoli, Pauri Garhwal, Tehri, i Rudraprayag). Té una altura de 7.195 metres. A les seves glaceres hi neixen el riu Alaknanda i alguns afluents. A un lloc a més de 3.400 metres hi ha un temple dedicat a Vixnu en un llogaret que també porta el nom de Badrinath.
Té tres cims secundaris que s’alineen en direcció sud-oest: Chaukhamba II (7.088 m), Chaukhamba III (6.995 m) i Chaukhamba IV (6.854 m).
Després d'intents fallits el 1938 i el 1939 el cim principal va ser escalat per primera vegada el 13 de juny de 1952 per Lucien George i Victor Russenberger, membres suïssos d'una expedició francesa.